# Cole Younger
Cole Younger, pravim imenom Thomas Coleman Younger (okrug Jackson, Missouri, 15. siječnja 1844. – Lee's Summit, Missouri, 21. ožujka 1916.), američki konfederativni gerilski borac za vrijeme i nakon Američkog građanskog rata (1861. – 1865.) i odmetnički vođa James-Youngerove bande na Divljem zapadu. Bio je stariji brat Jima, Johna i Boba Youngera, koji su također bili članovi odmetničke bande.

## Životopis
Napustio je obiteljsku farmu u Missouriju 1862. godine, kada je imao sedamnaest godina, kako bi se pridružio konfederacijskim gerilskim borcima pod vodstvom Williama Quantrilla (1837. – 1865.). Njegovog oca Henryja Washingtona Youngera ubio je sjevernjački vojnik, iako je bio pristalica Unije. Tijekom građanskog rata upoznao je Franka Jamesa (1843. – 1915.). Coleov brat, Jim Younger (1848. – 1902.) pridružio se Quantrillovim gerilcima 1864. godine, a krajem sljedeće godine obojica braće su se vratila u Missouri, gdje je Jim dobio oprost od države za sudjelovanje u sukobu na strani poraženog Juga, dok je Cole i dalje bio tražen kao odmetnik.
Godine 1868. Cole i njegova braća Jim i John (1851. – 1874.) zabilježeni su kao pripadnici Clementove bande koju je do 1866. godine vodio okrutni i zloglasni Archie Clement. Nakon što je većina vođa bande bila uhvaćena ili ubijena, u grupi su ostali samo braća Younger te Jesse James (1847. – 1882.) i njegov brat Frank James te su otada bili poznati kao James-Youngerova banda. Sudjelovao je s bandom u brojnim pljačkama, uključujući i u prvoj pljački banke u razdoblju nakon završetka rata.
Coleova odmetnička karijera završila je iznenada 1876. godine, za vrijeme neuspješne pljačke banke u Northfieldu u Minnesoti tijekom koje je bio uhićen i potom osuđen na doživotnu kaznu zatvora. Dodiljen mu je oprost dana 10. srpnja 1901. godine te je izašao iz zatvora na slobodu. Godine 1903. držao je predavaje i predstave, zajedno s Frankom Jamesom, u The Cole Younger and Frank James Wild West Company. U srpnju 1908. osnovao je Cole Younger and Nichol Amusement Company, čime se nastavio baviti industrijom zabave.

## Vanjske poveznice
- Cole Younger – missouriencyclopedia.org (engl.)
- Cole Younger – ebsco.com (engl.)
- Cole Younger – historicmissourians.shsmo.org (engl.)